# Zelená míle (film)
Zelená míle (anglicky The Green Mile) je americký film, který podle stejnojmenné knižní předlohy Stephena Kinga v roce 1999 natočil Frank Darabont. Film získal čtyři nominace na Oscara a několik nominací a prestižních cen v oblasti sci-fi, fantasy a hororu. V hlavních rolích hrají Tom Hanks a Michael Clarke Duncan.

## Obsah
Paul Edgecomb, důchodce žijící domově pro seniory v Louisianě v roce 1999, vzpomíná na události z roku 1935, kdy pracoval jako vedoucí dozorce na oddělení smrti věznice Cold Mountain, známém jako „Zelená míle“. Tento úsek získal své pojmenování podle zelené podlahy vedoucí ke komorám smrti. Příběh začíná, když Paul sleduje film Páni v cylindrech s Fredem Astairem a propadne emocím. Když jeho dojaté vzlyky uslyší jeho přítelkyně, musí jej zkontrolovat. Začnou si spolu povídat a Paul jí začne vyprávět 60 let starý příběh, který prožil jako dozorce ve věznici.
Do oddělení smrti byl v roce 1935 přivezen nový vězeň, John Coffey, obrovský černoch odsouzený za znásilnění a vraždu dvou bílých děvčátek. Navzdory své hrůzu vzbuzující postavě se ukázal jako tichý, mírný a laskavý muž, který se bál tmy. Coffey sdílí blok s dalšími vězni, jako je Eduard „Del“ Delacroix, který se spřátelil s krotkou myší, kterou nazval pan Jingles. Ta se stala maskotem oddělení. Paul trpěl těžkou infekcí močového měchýře, která mu způsobovala nesnesitelné bolesti. Coffey však jednoho dne přiložil svou ruku na Paulovy genitálie a zázračně ho uzdravil, přičemž ze svého těla vypustil podivné černé částečky. Tímto okamžikem si Paul uvědomil, že Coffey má nadpřirozené schopnosti, které zahrnují léčení a dokonce i oživování. Tyto schopnosti Coffey znovu prokázal, když oživil pana Jinglese, kterého záměrně zabil sadistický dozorce Percy Wetmore. Percy, chráněnec vlivných příbuzných, neustále zneužíval své postavení k terorizování vězňů i svých kolegů. Oddělení smrti také čelilo příchodu Williama „Divokého Billa“ Whartona, nebezpečného psychopata, který se projevoval násilím vůči dozorcům i vězňům. Právě při kontaktu s Whartonem Coffey získal vizi, že Wharton je skutečným vrahem dívek, za jejichž smrt byl odsouzen Coffey.
Jedním z klíčových momentů příběhu byla poprava Dela, kterou vedl Percy. Percy záměrně porušil pravidla, když nenamočil houbičku používanou při popravách, což vedlo k tomu, že Del zemřel dlouhou a trýznivou smrtí. Tato událost šokovala všechny přítomné a posílila jejich odpor k Percymu. Paul a jeho kolegové se rozhodli využít Coffeyho schopnosti k záchraně Melindy, manželky ředitele věznice, která trpěla neoperovatelným nádorem na mozku. Pod rouškou noci tajně odvezli Coffeyho do domu Mooresových, kde Melindu uzdravil. Po návratu však Coffey přenesl „zlo“ z Melindy do Percyho, který následně v transu zastřelil Whartona. Percy poté upadl do katatonického stavu a byl umístěn do psychiatrické léčebny.
Navzdory tomu, že Paul a jeho kolegové zjistili Coffeyho nevinu, Coffey odmítl možnost útěku. Tvrdil, že je unavený z krutosti světa a z bolesti, kterou neustále cítí. Jako poslední přání požádal, aby mohl vidět film Páni v cylindrech. Následujícího dne byl Coffey popraven, což zanechalo Paula i ostatní dozorce v hlubokém smutku.
V současnosti Paul věří, že jeho dlouhověkost, stejně jako dlouhý život pana Jinglese, je důsledkem Coffeyho léčivého dotyku. Paul pociťuje svou dlouhou existenci jako božský trest za účast na Coffeyho popravě. S každým dalším dnem si uvědomuje tíhu toho, že přežil všechny své blízké, a čeká na konec své „Zelené míle“.

## Obsazení
| Tom Hanks             | Paul Edgecomb               |
| Dabbs Greer           | starý Paul Edgecomb         |
| David Morse           | Brutus Howell               |
| Bonnie Hunt           | Jan Edgecombová             |
| Michael Clarke Duncan | John Coffey                 |
| James Cromwell        | ředitel Hal Moores          |
| Michael Jeter         | Eduard Delacroix            |
| Graham Greene         | Arlen Bitterbuck            |
| Sam Rockwell          | William „Wild Bill" Wharton |
| Barry Pepper          | Dean Stanton                |
| Jeffrey DeMunn        | Harry Terwillinger          |
| Patricia Clarkson     | Melinda Moores              |
| Harry Dean Stanton    | Toot-Toot                   |
| Eve Brent             | Elaine Connelly             |
| William Sadler        | Klaus Detterick{            |
| Paula Malcomson       | Marjorie Detterick          |
| Gary Sinise           | Burt Hammersmith            |